# Firmo José de Mattos
Firmo José de Matos, primeiro e único barão de Casalvasco (Olinda, 1 de junho de 1824 — 28 de abril de 1895) foi um magistrado e nobre brasileiro.
Filho de Bonifácio Maximiano de Matos e sua segunda esposa Maria da Paixão de Jesus, casou-se com Francisca Rosa de Morais. 
Tendo em vista os seus serviços à causa pública, o Governo Imperial lhe outorgou, por Decreto de 24 de agosto de 1889, o título de Barão de Casalvasco.
Firmo de Mattos, formou-se na Faculdade de Direito de Olinda, tornou-se desembargador e residiu longo tempo em Corumbá, faz toda a sua carreira pública em Mato Grosso, chegando aos postos mais elevados na administração. Assim é que, na magistratura, chegou a ter as honras de Desembargador, aposentado que fora como juiz de Direito; na política, fazendo parte do partido liberal, foi com a morte do Barão de Aguapeí, investido na suprema chefia deste Partido, substituindo igualmente Aguapeí no Comando Superior da Guarda Nacional; no comércio, a que desde cedo se dedicou, logrou fazer da sua casa de negócio uma das mais conceituadas e fortes da Província de Mato Grosso.
Ativo, empreendedor, dotado de viva inteligência e muita filantropia, deixou assinalada por muitos melhoramentos a sua passagem pela Provedoria dos Hospitais da Santa Casa de Misericórdia e de S. João dos Lázaros, após a reorganização de 1879, merecendo que dele se dissesse ter sido “a alma deste movimento generoso em benefício das instituições fundadas com tanto zelo.
Foi Deputado provincial em mais de uma legislatura, concorreu com as suas idéias para a solução de vários assuntos de interesse coletivo em debate na Assembléia.
Inaugurado o novo regime, militou ao lado de generoso Ponce, seu amigo e sócio na casa comercial, no Partido Republicano, organizado em contraposição ao Nacional, chefiado por Antonio Maria Coelho, correspondendo, respectivamente ao liberal e conservador da situação monárquica decaída.
Faleceu no navio que o levava de volta à cidade de Corumbá.